# Eupelmus longicorpus
Eupelmus longicorpus är en stekelart som beskrevs av Girault 1915. Eupelmus longicorpus ingår i släktet Eupelmus och familjen hoppglanssteklar. Inga underarter finns listade i Catalogue of Life.